# Furio Niclot Doglio
Furio Niclot Doglio (Torino, 24 aprile 1908 – Malta, 27 luglio 1942) è stato un militare e aviatore italiano.
Fu un famoso asso dell'aviazione della Regia Aeronautica, detentore di sette primati internazionali, Medaglia d'Oro al Valor Militare "alla memoria". Durante la seconda guerra mondiale gli sono accreditati 7 aerei abbattuti individualmente (sei dei quali Spitfire, tutti sul cielo di Malta), quattro probabili e due in collaborazione con il suo gregario, l'asso maresciallo Ennio Tarantola. Le sue vittorie sono state conseguite ai comandi dei monoplani Fiat G.50 e Macchi M.C.202. Fu abbattuto, nel cielo di Malta, il 27 luglio 1942 dall'asso canadese della RAF George Beurling.

## Biografia

### La giovinezza
Il padre di Furio Niclot Doglio, Silvio, era nativo di Cagliari, mentre la madre Amalia Perino era piemontese. Aveva due sorelle, Silvia ed Elsa. Furio conseguì la maturità classica al liceo "Dettori" a Cagliari. Praticava con successo la scherma e l'equitazione. Dopo la maturità si iscrisse alla Regia Scuola d'Applicazione d'Ingegneria di Roma, dove la famiglia si era trasferita. Si laureò a 22 anni, nel novembre 1930, e il mese dopo conseguì l'abilitazione alla professione. Nel 1931 conseguì il brevetto di pilota civile di 2º e di 3º grado. L'8 dicembre, durante una manifestazione aerea organizzata dal giornale "Il Littoriale" davanti al ministro dell'Aria, Italo Balbo, sfidò il campione automobilistico Piero Taruffi, a una gara di 5 giri di aeroporto, circa 20 chilometri. Niclot, che pilotava un Fiat-Ansaldo A.S.1, perse di un soffio. A 24 anni era istruttore di acrobazia aerea e insegnante di navigazione aerea e topografi alla scuola di volo della Compagnia Nazionale Aeronautica basata all'aeroporto del Littorio. Aveva accumulato oltre 1500 ore di volo 500 delle quali di acrobazia. Nel 1932-1933 addestrava i giovani ufficiali di complemento.

### I record
Niclot inaugurò la sua stagione di record mondiali il 28 dicembre 1932. Quel giorno decollò con un Fiat AS.1 idro, con motore CNA C.7, e raggiunse la quota di 7.362 metri, mai toccata fino ad allora da nessun idrovolante da turismo. Il 10 maggio 1933 sposò Elda Pace. Il 6 novembre 1933 decollò dall'idroscalo del Littorio, a Roma, con un idrovolante leggero monoposto CNA Eta, raggiungendo gli 8 411 metri, migliorando così il record precedente, conquistato dal tedesco Wilhelm Zimmermann il 4 giugno 1930. Poco meno di un mese dopo, il 24 dicembre 1933, Niclot conquistò anche il terzo record mondiale: il primato internazionale di quota per aerei leggeri monoposto, sempre su CNA Eta, in versione terrestre, portandolo a 10.008 metri. Intanto la Società Italiana Ernesto Breda di Sesto San Giovanni gli offrì il posto di capo collaudatore. Ed è proprio con un aereo Breda Ba.88 che il 1º aprile 1937 Niclot Doglio batté il primato di velocità sui 100 chilometri, volando a una media di 517,836 chilometri orari e superando il precedente record di Maurice Arnoux, fermo a 476,316 km/h. Appena nove giorni dopo, il 10 aprile, Niclot batteva anche il record di velocità sui 1000 chilometri, con una media di 475,518 km/h. Questi ultimi due record vennero migliorati il 5 e il 9 dicembre 1937 sul Breda 88, motorizzato con i nuovi Piaggio P.XI, a 554,375 e 524,185 km/h con 1000 kg di carico. Questi record suscitarono una eco clamorosa sulla stampa e destarono interesse per il veloce monoplano anche all'estero. In realtà il Breda Ba.88, come aereo da guerra, si dimostrò un fallimento totale, rivelandosi quasi impossibile da staccare da terra e da manovrare con carico bellico. Il 10 luglio 1937, infine, Niclot, mentre provava in volo, ad alta velocità, il nuovo Breda Ba.64, perdeva i piani di coda, ma riusciva ad allontanare l'aereo dall'abitato prima di lanciarsi con il paracadute, da soli 300 metri. Niclot ottenne la Medaglia d'argento al valore aeronautico, ma, padre di due bambini, l'anno dopo lasciò la Breda e si stabilì a Roma, nella sua casa di via Ravenna, e iniziò a lavorare come costruttore edile, con il padre, ingegnere come lui.

### Seconda guerra mondiale
Arruolatosi volontario allo scoppio delle ostilità, Niclot Doglio fu destinato alla 355ª Squadriglia del 21º Gruppo del 51º Stormo, basato a Ciampino e destinato alla difesa dell'Italia Centrale. Niclot compì la sua prima missione il 17 giugno: una crociera di vigilanza sul cielo di Roma ai comandi di un Fiat G.50. Il 14 settembre passò in forza alla 353ª Squadriglia del 20º Gruppo Caccia (destinato a confluire nel 56º Stormo).

### Corpo Aereo Italiano
La sua unità entrò a far parte del Corpo Aereo Italiano costituito per partecipare alla fase finale della Battaglia d'Inghilterra. Basato su Maldeghem, in Belgio, compì la sua prima azione il 27 ottobre, scortando una formazione di Fiat B.R.20 diretti a bombardare Ramsgate. Al termine della campagna, Niclot aveva totalizzato sei azioni sull'Inghilterra, sedici sulla Manica e 63 crociere di protezione, ma - come tutti gli altri piloti di G.50 del C.A.I. - non incontrò mai un caccia inglese, né sparò mai un colpo.

### Africa settentrionale
Il 30 giugno 1941 ottenne la sua prima vittoria, quale Comandante della 353 squadriglia. Di scorta a Stukas tedeschi diretti a bombardare due navi da trasporto, un incrociatore leggero ed un cacciatorpediniere al largo di Ras Azzas, abbatteva uno di tre Hawker Hurricane che avevano attaccato i bombardieri in picchiata, mitragliando gli altri due. Per questa azione riceveva la Medaglia di bronzo al valore militare "sul campo". Una seconda Medaglia di bronzo sottolineava il valore dimostrato da Niclot durante il primo anno di guerra.

### Malta
Nel giugno 1942 Niclot giungeva a Gela al comando della 151ª Squadriglia, appena riequipaggiata con i nuovi Macchi M.C.202. Il 2 luglio, di scorta a tre Savoia-Marchetti S.M.84, Niclot, alla testa di altri nove "Folgore" attaccava frontalmente e colpiva il Supermarine Spitfire BR377/T-K del Flight Sergeant C.S. Gerry De Nancrede dello Squadron 249, che incidentava il suo aereo in un atterraggio di fortuna a Takali e ne mitragliava altri due. 
Il 6 luglio si scontrava ancora con il 249, l'unità di élite di Malta e rivendicava l'abbattimento di un altro Spitfire, confermato dal suo gregario Ennio Tarantola, visto cadere a nord di Valletta. Ma pare che questo fosse il Reggiane Re.2001 del sottotenente Romano Pagliani della 152ª Squadriglia, abbattuto da George Beurling o dal Flight Lieutenant Lee. Il 249 quel giorno non registrò perdite ma ebbe due aerei danneggiati, uno dei quali era quello pilotato da Beurling, che tre settimane dopo ucciderà Doglio in combattimento su Gozo. Il 7 luglio, mentre scortava con altri sette piloti di Macchi, per la prima volta, gli Ju 88A-4 del Kampfgeschwader 77, abbatteva in collaborazione con il fido gregario Tarantola lo Spitfire del Flight Sergeant David "Nick" Ferraby dello Squadron 185 (AB 500), che si paracadutava mentre il suo aereo si schiantava vicino alla Chapel of Our Lady of the Abandoned, vicino a Qormi e Zebbug, ad est di Valletta.
Il 9 luglio, mentre scortava (sempre con Tarantola) dei Ju 88 su Luqa, fu colto, con il suo gregario, da un malore dovuto al cattivo funzionamento dell'impianto dell'ossigeno a 8.000 metri: precipitarono a lungo prima di riprendere conoscenza e ripresero il controllo dei velivoli appena prima di precipitare in mare.
Venerdì 10 luglio la "coppia" Niclot-Tarantola ottenne un'altra vittoria in collaborazione, durante una grande battaglia aerea a sud di Rabat che vide coinvolti 19 M.C.202 del 20º Gruppo e 6 M.C.202 del 155º Gruppo (poi 155º Gruppo ETS), in appoggio ai Messerschmitt Bf 109 del JG 53 contro sette Spitfire del 249 Squadron, più tardi rinforzati da altrettanti Spitfire del 603 Squadron. Altri quattro Spitfire vennero incontrati vicino a Gozo. Doglio rivendicò l'abbattimento di un caccia inglese, probabilmente il BR244 pilotato dal Flight Sergeant Bernie Reynolds, l'unica perdita della RAF a fronte degli otto abbattimenti dichiarati dai piloti italiani e tedeschi.
Il giorno dopo, Niclot diventava un ufficialmente un "asso". Sempre durante una scorta ai bombardieri Ju 88, intercettava e faceva precipitare in mare uno Spitfire (probabilmente il BR111/T-M del Wt Off. Chuck B. Ramsay dello Squadron 249) e ne abbatteva un altro in collaborazione con altri suoi piloti. Era la quinta vittoria di Niclot, la quarta in pochi giorni. Il 13 luglio intercettava con altri quattro Macchi una dozzina di Spitfire che stavano attaccando dei Messerschmitt 109 e abbatteva in successione due Spitfire (e ne danneggiava un altro), il secondo dei quali, (il BR 324) pilotato dal Flight Sgt. Vernon Willie, precipitava in mare. Anche il tenente Italo D'Amico rivendicava un caccia inglese abbattuto, ma due piloti della squadriglia di Niclot, i sottotenenti Rosario Longo e Pietro Menaldi, venivano abbattuti e uccisi. Mentre tornava alla base, Niclot avvistava due Spitfire che attaccavano un Ju 88. Nonostante avesse finito le munizioni, il capitano della 155ª Squadriglia riusciva ad allontanarli per poi scortare il bombardiere tedesco, il cui pilota atterrava a Gela, base del 20º Gruppo, per ringraziare personalmente chi aveva impedito che venisse abbattuto.

### Epilogo
Il 27 luglio, scortando sulla rotta di ritorno i soliti Ju 88, Niclot, il sergente Faliero Gelli della 378ª Squadriglia, alla sua sinistra, Tarantola e il sottotenente Beniamino Spadaro, alla sua destra, mentre costeggiavano l'isola di Gozo, vennero attaccati, in contemporanea, da sei Spitfire del 126 Squadron, "a ore 12", e da altri otto del 249° Squadron da "ore 10". Tarantola avvisò il suo comandante battendo le ali, come era loro consuetudine, dell'arrivo degli Spitfire dal lato sinistro, mentre Niclot, che a sua volta batteva le ali per segnalare i caccia del 126° Squadron, credette evidentemente che il suo gregario gli stesse segnalando i caccia inglesi in arrivo frontalmente. Infatti scese in picchiata per poi cabrare ed attaccarli dal basso, ma fu centrato dai colpi dei cannoncini Hispano-Suiza da 20 millimetri dello Spitfire V BR301, sigla UF-S, pilotato dall'asso canadese George "Buzz" Beurling, che immediatamente prima aveva abbattuto Gelli, il quale riuscì a compiere un atterraggio di fortuna a Gozo. Niclot fu ucciso istantaneamente. 
Il suo Macchi emise una scia di fumo bianco, poi Tarantola scorse una fiammata divampare dal muso del 202 del suo comandante che precipitò in vite. "The poor devil simply blew to pieces in the air" (Quel povero diavolo esplose semplicemente in aria), ricordò l'anno dopo Beurling scrivendo il libro Malta Spitfire, insieme al giornalista Leslie Roberts.
In meno di un mese (luglio 1942), Niclot aveva svolto ventuno voli di guerra, affrontato diciotto combattimenti, ottenuto sei vittorie individuali, quattro probabili e due in collaborazione con il maresciallo Ennio Tarantola.

### Dediche e riconoscimenti
A Roma, nell'atrio di un palazzo costruito dall'impresa del padre, ingegnere come lui, in via Bolzano 14, c'è una lapide murata che riporta la motivazione della Medaglia d'Oro al Valor Militare di Niclot. In via Ravenna 7A, vicino a piazza Bologna, si trova la casa dove Niclot visse, con la sua famiglia. La motivazione della Medaglia d'Oro è anche su una lapide nel cimitero Bonaria in Sardegna, dove la locale sezione dell'Arma Aerea è dedicata a Furio Niclot Doglio. Infine a Fiumicino, vicino a Roma, una strada nell'area di Isola Sacra, porta il nome dell'asso torinese.
Il portale web dell'Aeronautica Militare ha proposto una pagina, intitolata "I grandi aviatori", dove vengono citate le maggiori personalità storiche dell'aviazione italiana, ponendo Niclot Doglio tra di esse.

## Onorificenze
Viene decorato con una Medaglia d'oro al Valor Militare, una d'argento al valore aeronautico, una d'Argento al valore militare "sul campo", due di Bronzo, la Croce di Ferro tedesca di seconda classe (EK II.Kl).